# Pergaminos municipales de Barcelona

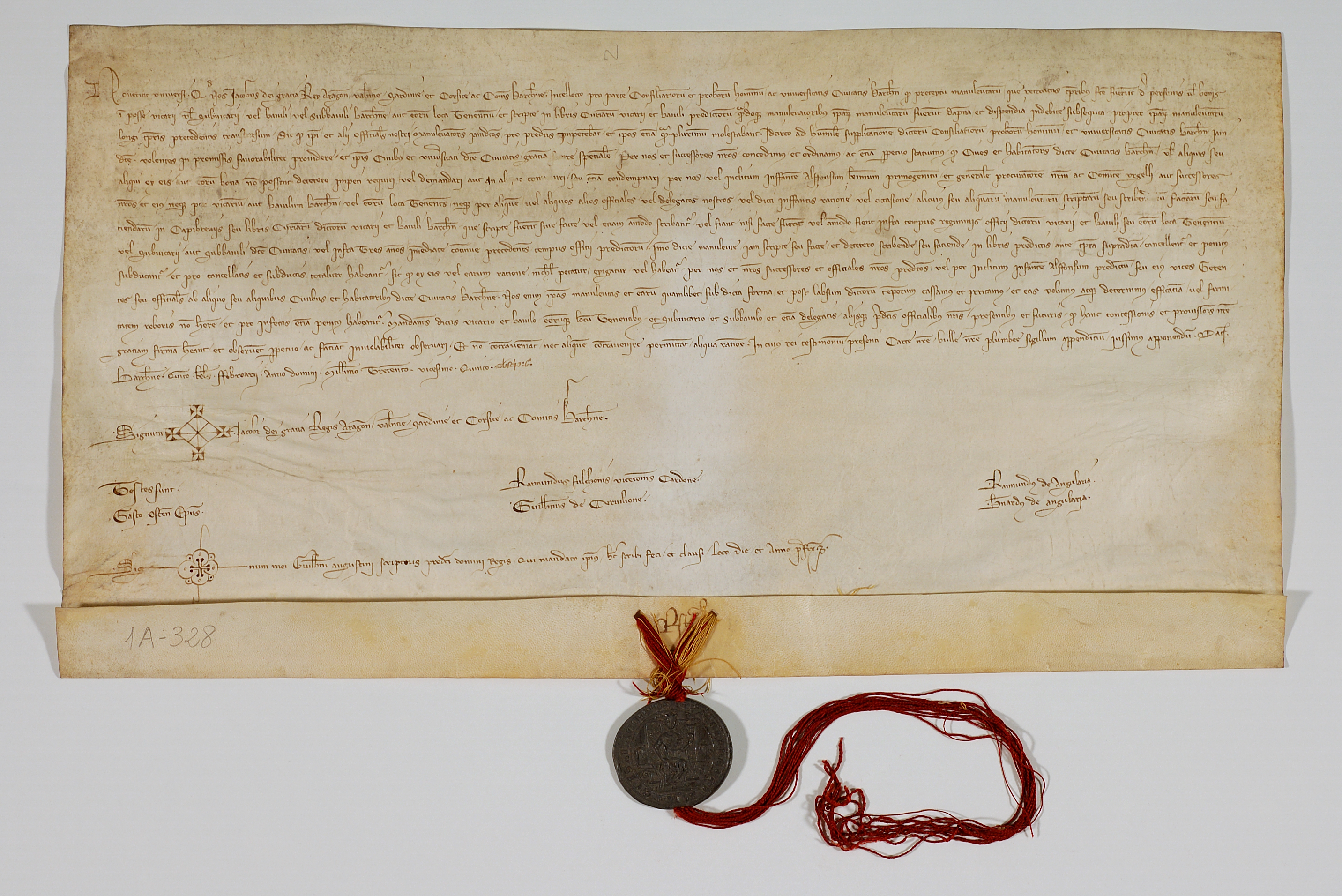
Pergaminos municipales. Archivo Histórico de la Ciudad de Barcelona. Año 1326

Los Pergaminos municipales del Archivo Histórico de la Ciudad de Barcelona, llamados así para distinguirlos de otros del Archivo Histórico pero que tienen una filiación diferente, como los Pergaminos patrimoniales o los Pergaminos gremiales, procedentes, respectivamente, de archivos ajenos a la institución municipal (archivos privados y familiares) y de corporaciones profesionales o de asociaciones asistenciales vinculadas a un oficio menestral.

## Cronología
Los Pergaminos municipales están formados por 2.688 documentos o unidades, los cuales, cronológicamente, abrazan un periodo que empieza el año 885 (mucho antes de la constitución del municipio medieval a mediados del siglo XIII) y acaba en 1908. Esta serie solo es una parte de la primitiva colección que guardaba históricamente el municipio barcelonés o Consejo de la ciudad. Por diversos azares, la colección de pergaminos fue dividida y una parte significativa y seleccionada de los documentos en este soporte ingresaron en el Archivo de la Corona de Aragón hacia el año 1820, coincidiendo con las agitaciones políticas y sociales preliminares del denominado Trienio Liberal. Se trata de aquellos privilegios y otros documentos reales que el municipio guardaba en cajas, confiadas sucesivamente a conventos de la ciudad para su custodia y salvaguarda. Son un total de 488 diplomas comprendidos entre los años 1225 y 1707. En 1971 se publicó el catálogo (Privilegis reials concedits a la ciutat de Barcelona), que incluye el registro y una considerable selección de diplomas con su texto íntegro. 

## Tipología
Las tipologías documentales que se encuentran en Los pergaminos municipales son muy variadas, y responden a la larga vicisitud histórica del municipio. Además de los privilegios reales originales, confirmaciones y copias de estos mismos privilegios, se descubren tipologías referidas a múltiples actos jurídicos inherentes al gobierno de la vida urbana de Barcelona, especialmente en su vertiente económica: debitorios, ápocas, definiciones de cuentas, compraventas de inmuebles, y creación de censales muertos y violarios. De carácter judicial, se encuentran pleitos, sentencias, arbitrajes, apelaciones, sindicatos, procuraciones, etc. Con carácter privado, hay numerosos instrumentos de establecimientos, dotes y esponsales, donaciones y cesiones de derechos, testamentos y marmesorías, los cuales, si bien afectaban inicialmente a intereses particulares, posteriormente acabaron interesando al bien público de la ciudad y se integraron en su archivo como pruebas y antecedentes del bien adquirido. También hay mucha documentación referente a las así llamadas Baronías de la ciudad que Barcelona obtuvo para asegurarse la provisión de trigo y otras vituallas esenciales, como garantía de préstamos importantes concedidos a la monarquía y también por razones de defensa y estrategia; la ciudad ejerció sobre las citadas baronías la plena señoría feudal. Una amplia selección de este conjunto documental fue copiado e integrado sucesivamente en los Libros de privilegios de Barcelona, especialmente en los llamados Llibre Verd de Barcelona y Llibre Vermell, por entender que constituían un auténtico corpus jurídico para el buen gobierno de la ciudad. 

## El más antiguo
El pergamino más antiguo de la serie corresponde al año 885, y de hecho no habla de Barcelona ni procede del fondo histórico del antiguo archivo de los consejeros de la ciudad, pero ha quedado excepcionalmente incorporado desde hace mucho tiempo. Es un instrumento de donación al monasterio benedictino de Sant Joan de les Abadesses por parte del conde y marqués Wifredo -el célebre Wifredo el Velloso- y su esposa Guinedella: hacen oblación de su hija Emma y de diversas propiedades inmuebles como dotación patrimonial de la joven. Es un diploma que nos ha llegado en una copia del siglo X y en una versión interpolada, es decir, que contiene el texto original pero con algunos añadidos posteriores interesados.

## El pergamino de la confirmación
De 1258 es el pergamino de la confirmación, hecha por el rey Jaime el Conquistador, de las llamadas Ordinacions marítimes dels Prohoms de la Ribera de Barcelona, consignadas en veintiún capítulos donde se expone el estatuto del derecho público marítimo y una reglamentación de policía y seguridad del puerto de Barcelona y de sus naves, con algunos preceptos sobre relaciones mercantiles privadas. 

## Los pergaminos del emperador bizantino Andrónico II
Son remarcables también dos pergaminos procedentes de la cancillería imperial bizantina, expedidos en enero de 1296 y octubre de 1315. En el primero, conservado en la versión original griega y en una traducción latina coetánea, el emperador Andrónico II otorga a los súbditos del rey aragonés el privilegio de comerciar libremente y con seguridad tanto en Constantinopla como en todas las otras tierras de su imperio, a cambio del pago de un derecho sobre las mercaderías. En el segundo, conservado solo en griego, el mismo emperador concede a cuatro mercaderes catalanes el libre comercio en sus dominios, también pagando un porcentaje sobre las mercaderías. 

## El privilegio de Fernando el Católico
Del rey Fernando el Católico destaca su privilegio de 1493 concediendo a la ciudad de Barcelona la reforma de su régimen municipal: entre otras disposiciones, aumenta de 128 a 144 el número de los jurados del Consejo de Ciento, modifica el mecanismo de elección de los cinco consejeros y de los oficiales de la ciudad, amplía de 32 a 36 los miembros del Trentenario, retoca el juicio de prohombres y otros detalles de la administración municipal. 

## El privilegio del archiduque Carlos
Del archiduque Carlos, nombrado rey (Carlos III) por las Cortes catalanas, se conserva un pergamino, bellamente ornado, en forma de cuaderno de 20 páginas, que contiene su real privilegio por el cual aprueba unos capítulos presentados por la ciudad de Barcelona para la reforma del procedimiento de elección de los consejeros primero, segundo y tercero. Está datado en Barcelona, el 3 de noviembre de 1708, en plena guerra de sucesión española. 
El último pergamino de la colección, de 1908, es el acta oficial de la inauguración simbólica de las obras de la Reforma Interior de Barcelona, en presencia del rey Alfonso XIII, el presidente del Consejo de Ministros Antonio Maura y toda la corporación municipal, además de otras autoridades. 

## El Catálogo de los pergaminos municipales
A partir del año 2005 se empezó a publicar el Catálogo de los pergaminos municipales de Barcelona, siguiendo un método de trabajo previamente planificado. En primer lugar se identificaron y ordenaron cronológicamente todas las unidades documentales objeto del trabajo, las cuales fueron sometidas a un minucioso proceso de desinfección y restauración. Posteriormente se redactó una ficha catalográfica de cada pergamino, que contenía un número de orden, la fecha, un resumen amplio del contenido y los datos técnicos y descriptivos de la pieza. La publicación del Catálogo está prevista en siete volúmenes, seis de los cuales ya han sido editados. 